# Katherine Bailess
 (décembre 2024).
Si vous disposez d'ouvrages ou d'articles de référence ou si vous connaissez des sites web de qualité traitant du thème abordé ici, merci de compléter l'article en donnant les références utiles à sa vérifiabilité et en les liant à la section « Notes et références ».
En pratique : Quelles sources sont attendues ? Comment ajouter mes sources ?
Katherine Bailess (née le 24 avril 1980) est une actrice, chanteuse et danseuse américaine principalement connue pour avoir interprété Erica Marsh dans la série Les Frères Scott, Stephanie dans Gilmore Girls et Kyle Hart dans Hit the Floor.

## Biographie
Katherine est née à Vicksburg, dans le Mississippi, et est la fille de Natalie et Bobby Bailess. Son père est un avocat et un ancien joueur de l'équipe de football Ole Miss Rebels, de l'Université du Mississippi, et était le coéquipier d'Archie Manning. Katherine a commencé à prendre des cours de danse classique à l'âge de 4 ans. Elle a également participé à des compétitions de gymnastique et de pom-pom girls (cheerleading) durant son enfance. À 11 ans, Bailess a participé au concours de beauté Miss Mississippi dans la catégorie danse, une expérience qu'elle renouvellera chaque année durant 7 ans. Elle a gagné des bouses d'études pour étudier au Broadway Dance Center à New York et au Broadway Theater Project d'Ann Reinking, en Floride. Elle a étudié à l'école St. Francis Xavier Convent puis au lycée catholique St. Aloysius, dans lequel elle a été diplômé en 1998 avant d'aller au Marymount Manhattan College où elle a étudié la danse et les comédies musicales. Après l'université, Bailess a suivi un programme intensif aux studios William Esper Studio durant deux ans.

## Carrière
Bailess a joué en 2003 dans le film From Justin to Kelly, interprétant Alexa, puis dans American Girls 2 dans le rôle de Colleen Lipman. À la télévision, elle a eu des rôles récurrents dans les séries à succès Gilmore Girls and Les Frères Scott. Kat a également joué dans The Loop, Sordid Lives: The Series et NCIS : Enquêtes spéciales. Bailess a aussi joué dans une série comique de YouTube intitulée Shit Southern Women Say qui est écrite et dirigée par Julia Fowler.
Elle a co-produit le film Elle : La Cendrillon des temps modernes. Bailess a aussi participé à la bande sonore de From Justin to Kelly en chantant The Luv' (The Bounce), Wish Upon a Star, That's the Way I Like It et Brighter Star.

## Filmographie

### Cinéma
- 2003 : From Justin to Kelly : Alexa
- 2004 : American Girls 2 : Colleen Lipman
- 2006 : Sea of Fear : Kate
- 2006 : Jackass: Number Two : une danseuse
- 2010 : Below the Beltway : Hope P.
- 2010 : Elle: La Cendrillon des temps modernes : Stephanie
- 2012 : Stone Markers : Newscaster
- 2013 : 2 Dead 2 Kill : Anna Falactic

### Courts métrages et vidéos
- 2001 : The Bootlegger : Angie
- 2001 : Yoga/Pilates Workout System : elle-même
- 2012 : Prick : une blonde sexy
- 2013 : Shit Southern Women Say

### Télévision
- 2004 : Gilmore Girls : Stephanie
- 2005 : Les Frères Scott : Erica Marsh
- 2006 : NCIS : Enquêtes spéciales : Madison
- 2007 : The Loop : Wende
- 2008 : Sordid Lives: The Series : une infirmière
- 2013- : Hit the Floor : Kyle Hart
- 2018 :

La double vie de mon mari (téléfilm) (He loved them all) de Jake Helgren : Sara Ross